# 夏木奈々子
夏木 奈々子（なつき ななこ、1997年5月7日 - ）は芸能事務所 N GRACE代表である。
愛知県出身、身長173cm、血液型B型。出生名は本山奈菜子。

## プロフィール
2016年に「ミス・ユニバース・ジャパン愛知」で準グランプリ
になったのをきっかけに芸能の世界へ。モデルやアイドルとして活動。
アイドルグループdelaの元メンバー（2020年10月21日まで所属）イメージカラーはモスグリーン。ニックネームはななけろ。南山大学卒業。
現在は、2020年9月25日にエヌグレイス合同会社を設立、芸能事務所の代表として経営を行う。
夏木奈々子がプロデューサーを務めるアイドルグループを結成する事になり、約2ヶ月間のオーディション期間を経て、2022年6月26日にアイドルグループ「ルチアーズ」（中高生を中心とした7人組新生ガールズポップユニット）を結成。2022年8月25日、NAGOYA ReNY limited「ルチアーズデビューライブ」にて、グループ初のライブパフォーマンスを披露した。

## 出演
【ショー】
- メナードメイクショー
- ナゴヤファッションフェスタ
- MUSIC CIRCUS′17 浴衣ファッションショー
- 華を彩るファッションショー
- サンスター「エクイタンス」SHOW-CK
- アライタダオエクセレンスヘアショー

【スチール】
- 渋谷109 XOXO イメージモデル
- ヤングチャンピオン (2020/3/24発売）
- 大衆EX（2020年8月号）
- 花嫁和装～上質な装いを全国に～
- 美容院 マリエプラス
- NTP

【CM】
- 豊田合成リンク

【イベント】
- 東京ゲームショーＨ2Ｌブース
- 名古屋オートトレンド　NTPブース
- 名古屋モーターショー NTPブース
- 東京オートサロン MAZDAブース
- 大阪オートメッセ MAZDAブース
- FIM　MotoGP
- CPプラス NIKONブース
- 幸輝 ウェディングドレス展示会
- トップカメラ「秋のモデル大撮影会」
- 国際ロボット展 H2Lブース